# Кривелли, Карло (кардинал)
Карло Кривелли (итал. Carlo Crivelli; 20 мая 1736, Милан, Миланское герцогство — 19 января 1818, Милан, Ломбардо-Венецианское королевство) — итальянский куриальный кардинал, папский дипломат и доктор обоих прав. Титулярный архиепископ Патры с 11 сентября 1775 по 24 мая 1802. Апостольский нунций в Тоскане с 23 сентября 1775 по 12 марта 1785. Префект Ватиканских архивов с 14 февраля 1785 по 25 февраля 1794. Губернатор Рима и Вице-камерленго Святой Римской Церкви с 25 февраля 1794 по 12 февраля 1798. Кардинал in pectore с 23 февраля 1801 по 29 марта 1802. Кардинал-священник с 29 марта 1802, с титулом церкви Санта-Сусанна с 24 мая 1802 по 19 января 1818.